# Клоново
Клоново (пол. Kłonowo, нім. Klönnau) — село в Польщі, у гміні Добре Радзейовського повіту Куявсько-Поморського воєводства.
Населення — 129 осіб (2011).
У 1975-1998 роках село належало до Влоцлавського воєводства.

## Демографія
Демографічна структура станом на 31 березня 2011 року:
|          | Загалом | Допрацездатний вік | Працездатний вік | Постпрацездатний вік |
| -------- | ------- | ------------------ | ---------------- | -------------------- |
| Чоловіки | 68      | 13                 | 48               | 7                    |
| Жінки    | 61      | 8                  | 37               | 16                   |
| Разом    | 129     | 21                 | 85               | 23                   |